# Eslovénia no Festival Eurovisão da Canção
A Eslovénia participou no Festival Eurovisão da Canção 29 vezes desde a sua estreia em 1993, tendo estado ausente apenas em duas ocasiões: em 1994 e em 2000.

## Galeria

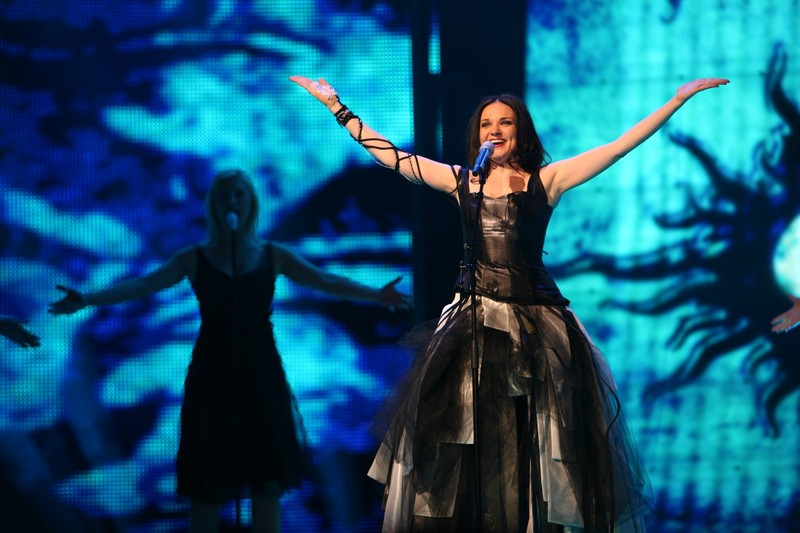
Alenka Gotar in Helsinquia (2007)
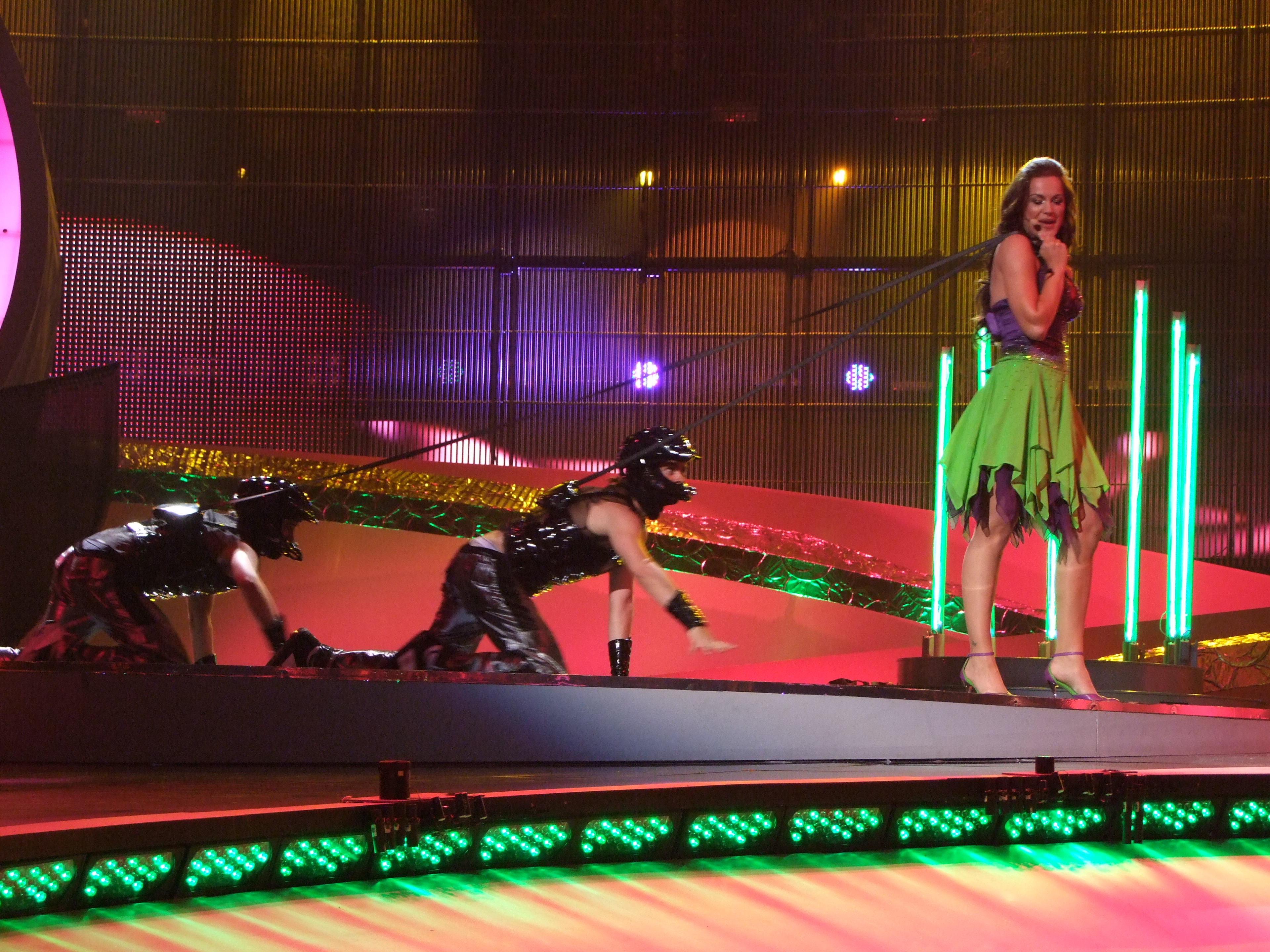
Rebeka Dremelj em Belgrado (2008)
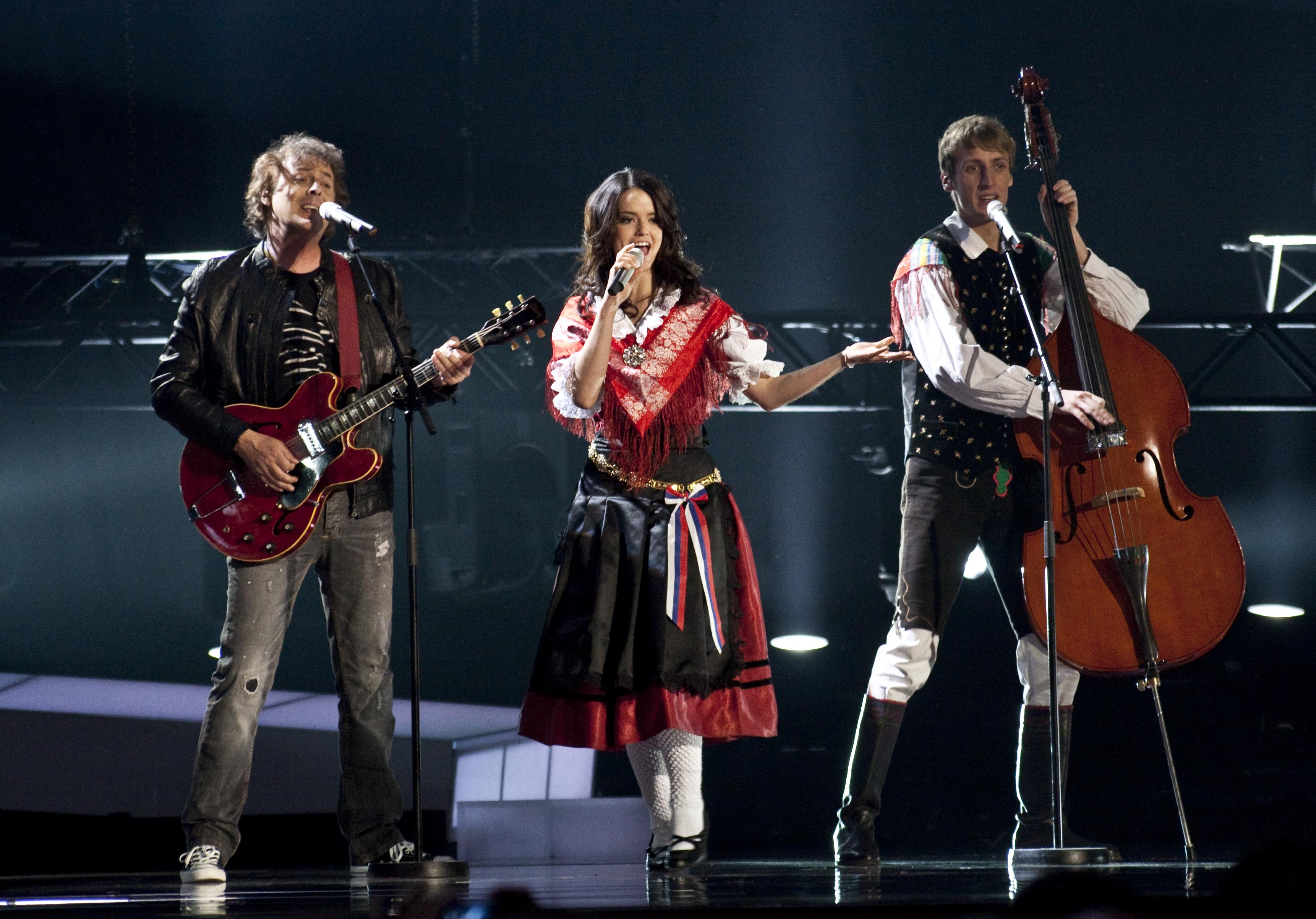
Roka Žlindre e Kalamari em Oslo (2010)
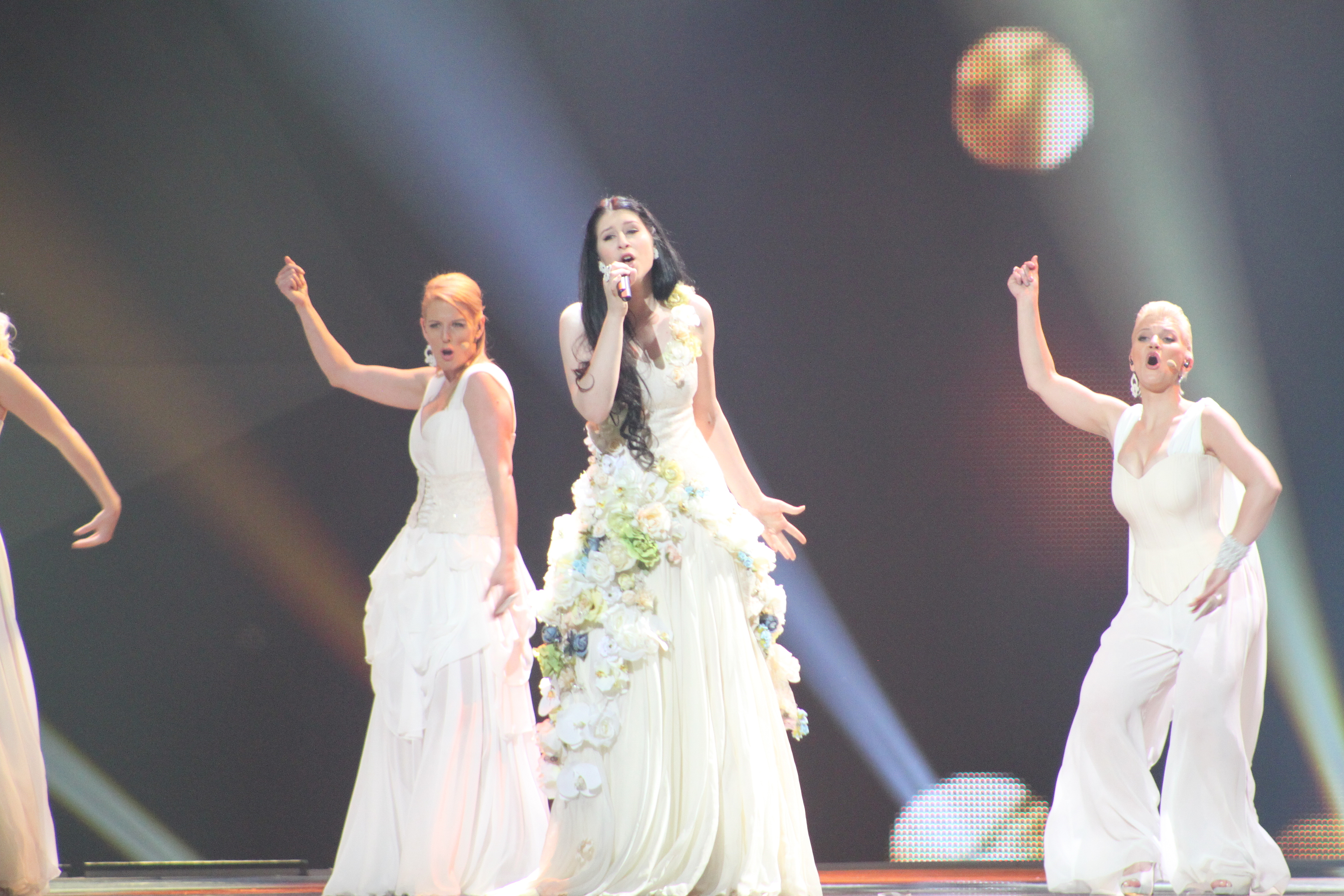
Eva Boto em Baku (2012)
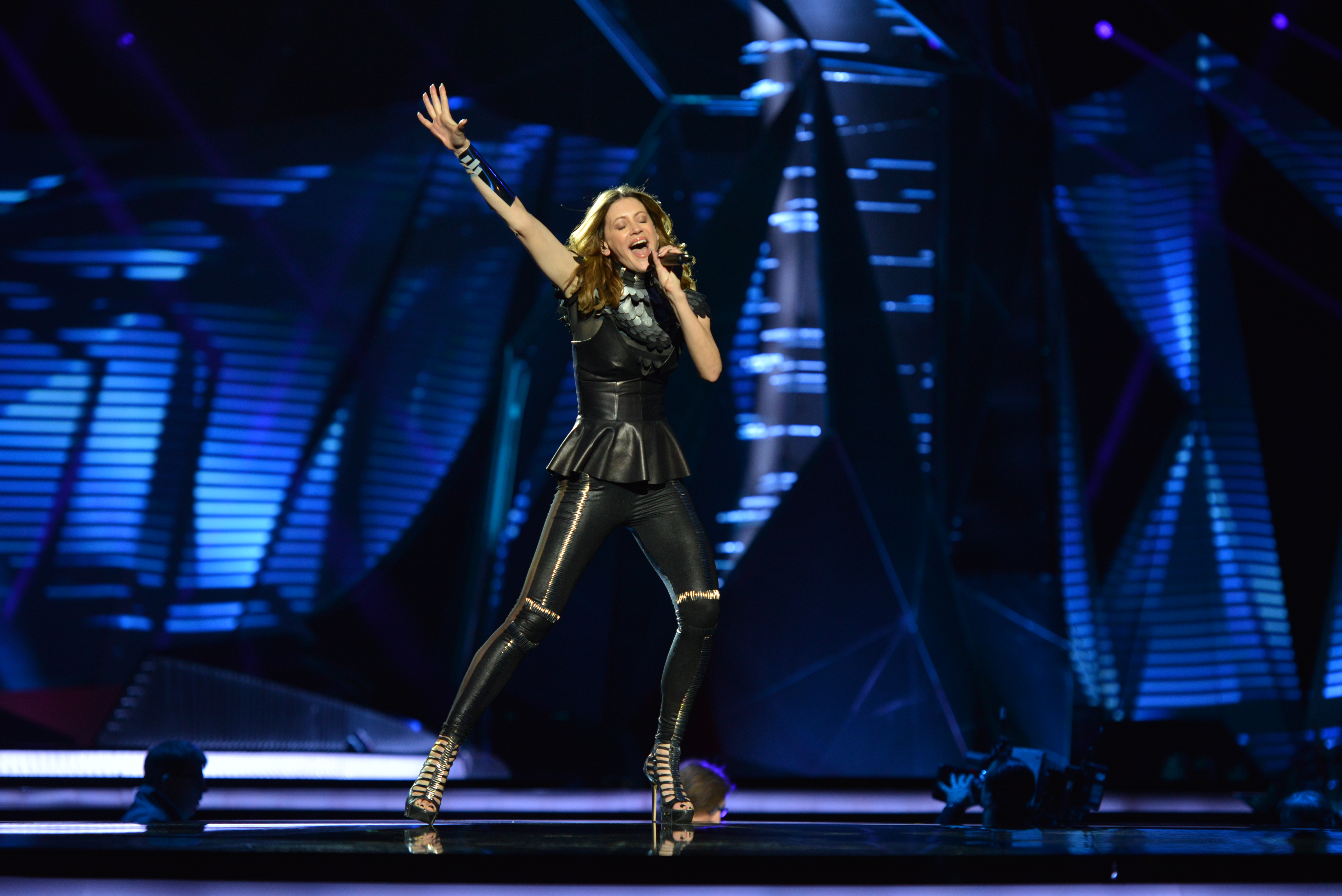
Hannah Mancini em Malmö (2013)
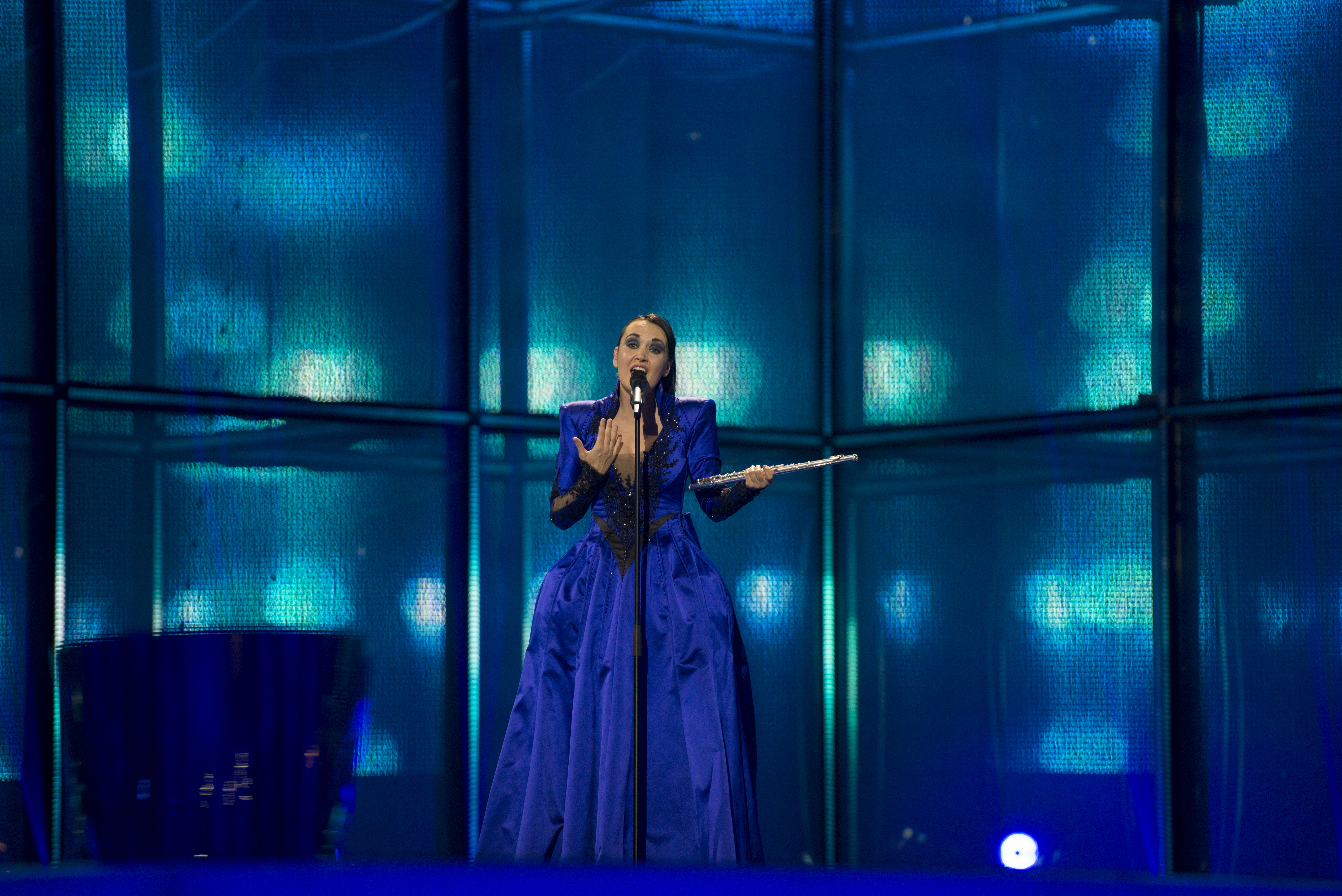
Tinkara Kovač em Copenhaga (2014)
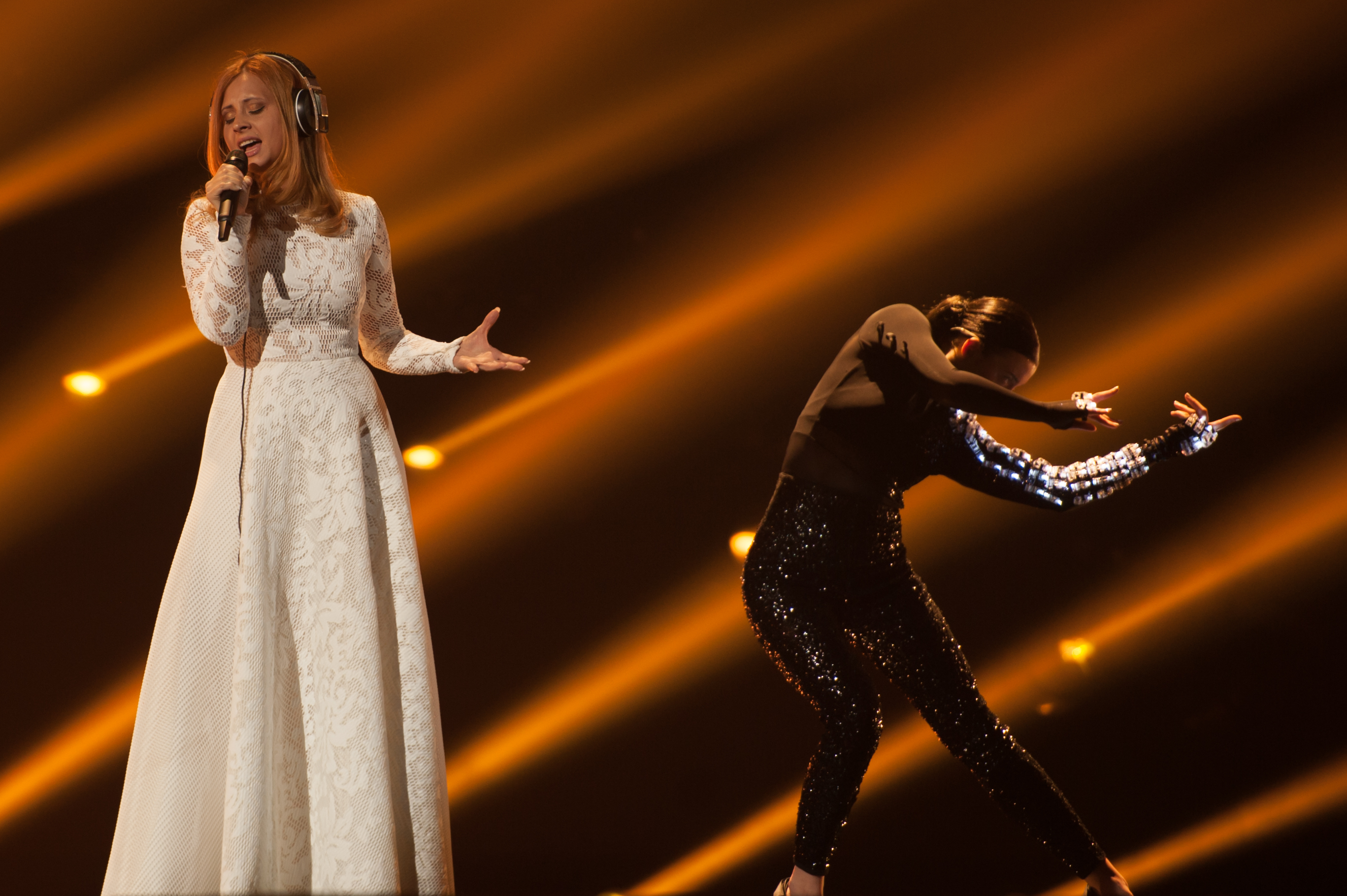
Maraaya em Viena (2015)
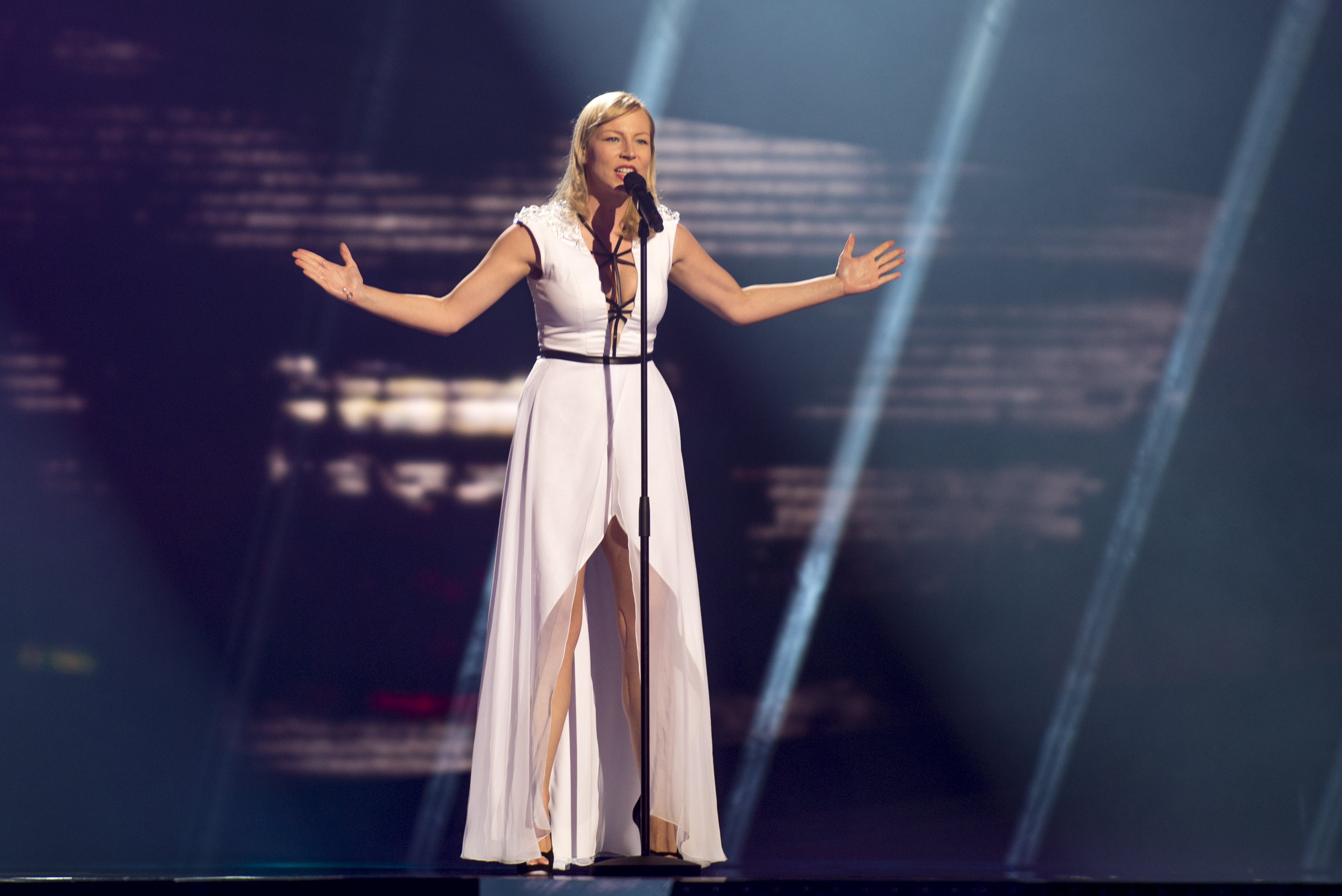
ManuElla em Estocolmo (2016)
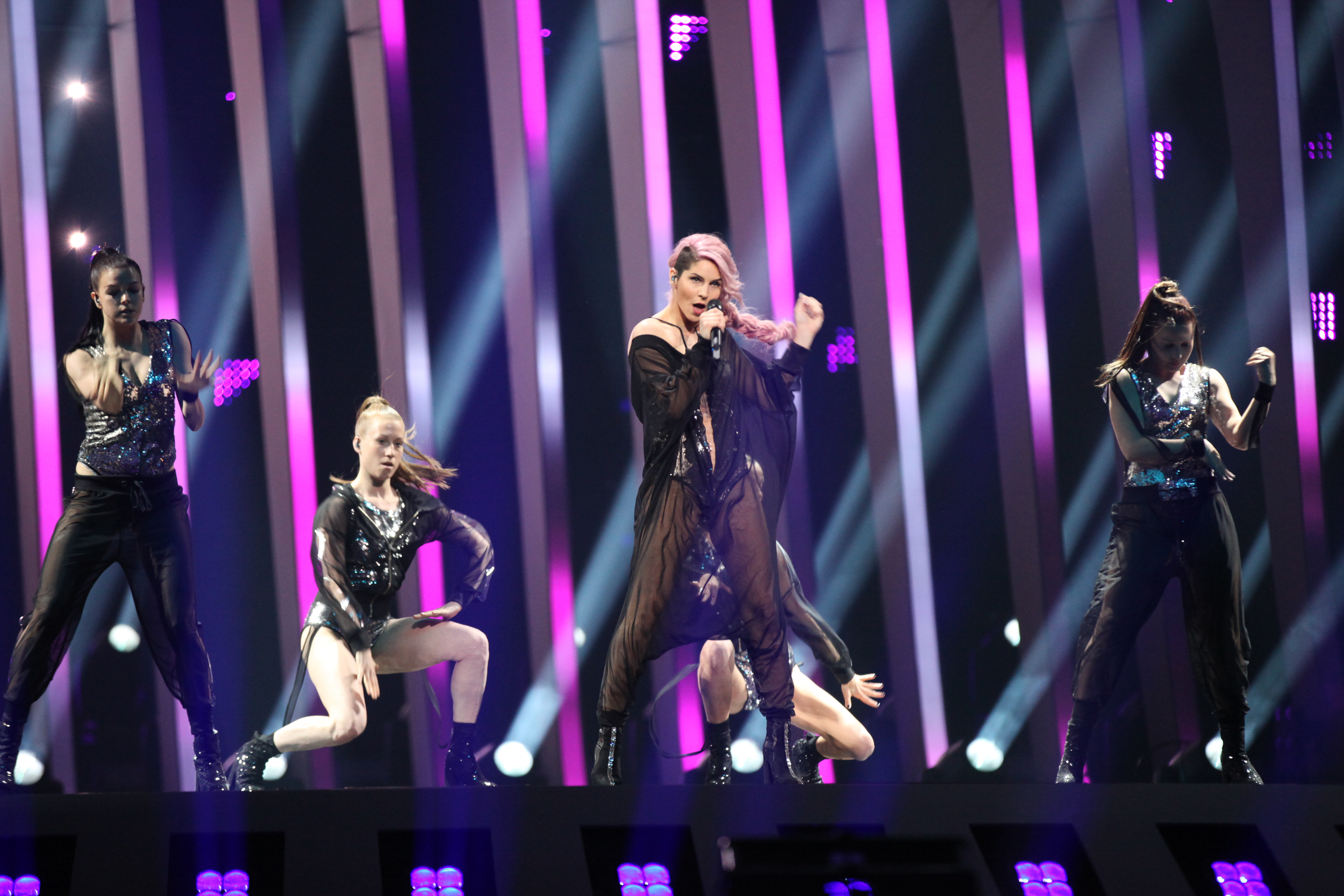
Lea Sirk em Lisboa (2018)
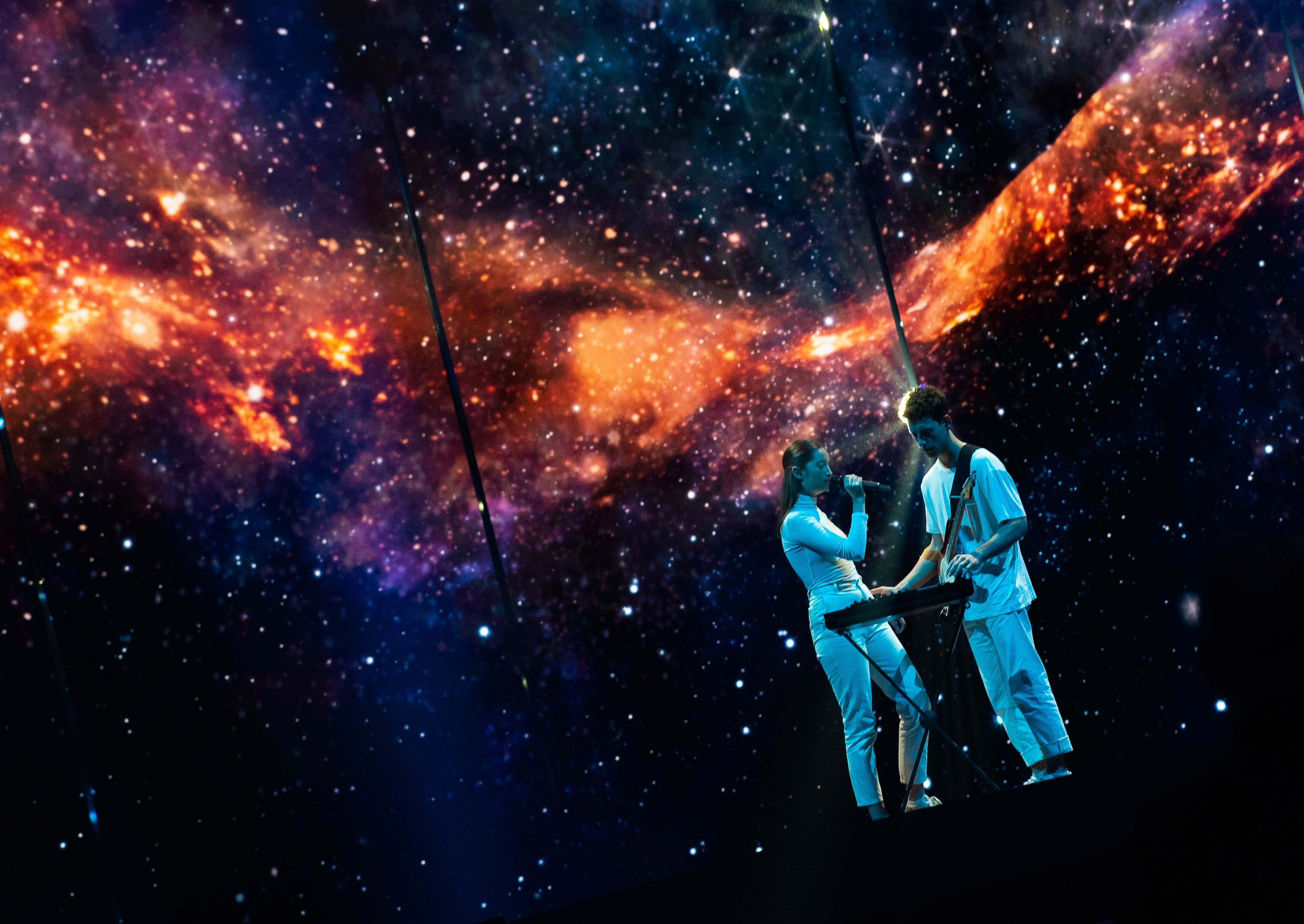
Zala Kralj & Gašper Šantl em Tel Aviv (2019)

## Participações
Legenda
     Vencedor
     2.º lugar
     3.º lugar
     Pontuação Nula ("Null Points")/Último Lugar
     Melhor classificação (fora do top 3)
     Qualificação para a final (fora do top 3)
     País-anfitrião
     Desclassificado
| #   | Ano             | Artista                       | Canção                                                   | Língua               | Final                    | Pontos                   | Semi                     | Pontos                   |
| --- | --------------- | ----------------------------- | -------------------------------------------------------- | -------------------- | ------------------------ | ------------------------ | ------------------------ | ------------------------ |
| 1º  | Millstreet 1993 | 1X Band                       | "Tih deževen dan" Um dia chuvoso calmo                   | Esloveno             | 22º                      | 9                        | 1º                       | 54                       |
|     | Dublin 1994     | Não participou                | Não participou                                           | Não participou       | Não participou           | Não participou           | Sem Semi-Finais          | Sem Semi-Finais          |
| 2º  | Dublin 1995     | Darja Švajger                 | "Prisluhni mi" Ouve-me                                   | Esloveno             | 7º                       | 84                       | Sem Semi-Finais          | Sem Semi-Finais          |
| 3º  | Oslo 1996       | Regina                        | "Dan najlepših sanj" O dia do sonho mais bonito          | Esloveno             | 21º                      | 16                       | 19º                      | 30                       |
| 4º  | Dublin 1997     | Tanja Ribič                   | "Zbudi se" Acorda                                        | Esloveno             | 10º                      | 60                       | Sem Semi-Finais          | Sem Semi-Finais          |
| 5º  | Birmingham 1998 | Vili Resnik                   | "Naj bogovi slišijo" Que os deuses oiçam                 | Esloveno             | 18º                      | 17                       | Sem Semi-Finais          | Sem Semi-Finais          |
| 6º  | Jerusalém 1999  | Darja Švajger                 | "For a Thousand Years" Durante mil anos                  | Inglês               | 11º                      | 50                       | Sem Semi-Finais          | Sem Semi-Finais          |
|     | Estocolmo 2000  | Não participou                | Não participou                                           | Não participou       | Não participou           | Não participou           | Sem Semi-Finais          | Sem Semi-Finais          |
| 7º  | Copenhaga 2001  | Nuša Derenda                  | "Energy" Energia                                         | Inglês               | 7º                       | 70                       | Sem Semi-Finais          | Sem Semi-Finais          |
| 8º  | Tallinn 2002    | Sestre                        | "Samo ljubezen" Só Amor                                  | Esloveno             | 13º                      | 33                       | Sem Semi-Finais          | Sem Semi-Finais          |
| 9º  | Riga 2003       | Karmen Stavec                 | "Nanana"                                                 | Inglês               | 23º                      | 7                        | Sem Semi-Finais          | Sem Semi-Finais          |
| 10º | Istambul 2004   | Platin                        | "Stay Forever" Fica para sempre                          | Inglês               | Não se qualificou        | Não se qualificou        | 21º                      | 5                        |
| 11º | Kiev 2005       | Omar Naber                    | "Stop" Pára                                              | Esloveno             | Não se qualificou        | Não se qualificou        | 12º                      | 69                       |
| 12º | Atenas 2006     | Anžej Dežan                   | "Mr Nobody" Sr. Ninguém                                  | Inglês               | Não se qualificou        | Não se qualificou        | 16º                      | 49                       |
| 13º | Helsínquia 2007 | Alenka Gotar                  | "Cvet z juga" Flor do sul                                | Esloveno             | 15º                      | 66                       | 7º                       | 140                      |
| 14º | Belgrado 2008   | Rebeka Dremelj                | "Vrag naj vzame" No Inferno com Aquilo                   | Esloveno             | Não se qualificou        | Não se qualificou        | 11º                      | 36                       |
| 15º | Moscovo 2009    | Quartissimo & Martina Majerle | "Love Symphony" Sinfonia de Amor                         | Inglês & Esloveno    | Não se qualificou        | Não se qualificou        | 16º                      | 14                       |
| 16º | Oslo 2010       | Roka Žlindre & Kalamari       | "Narodnozabavni rock" Rock folclore                      | Esloveno             | Não se qualificou        | Não se qualificou        | 16º                      | 6                        |
| 17º | Düsseldorf 2011 | Maja Keuc                     | "No One" Ninguém                                         | Inglês               | 13º                      | 96                       | 3º                       | 112                      |
| 18º | Baku 2012       | Eva Boto                      | "Verjamem" Eu acredito                                   | Esloveno             | Não se qualificou        | Não se qualificou        | 17º                      | 31                       |
| 19º | Malmö 2013      | Hannah Mancini                | "Straight Into Love" Diretamente ao Amor                 | Inglês               | Não se qualificou        | Não se qualificou        | 16º                      | 8                        |
| 20º | Copenhaga 2014  | Tinkara Kovač                 | "Round and Round" Novamente                              | Inglês & Esloveno    | 25º                      | 9                        | 10º                      | 52                       |
| 21º | Viena 2015      | Maraaya                       | "Here for you" Aqui para ti                              | Inglês               | 14º                      | 39                       | 5º                       | 92                       |
| 22º | Estocolmo 2016  | ManuElla                      | "Blue and Red" Azul e Vermelho                           | Inglês               | Não se qualificou        | Não se qualificou        | 14º                      | 57                       |
| 23º | Kiev 2017       | Omar Naber                    | "On My Way" No meu caminho                               | Inglês               | Não se qualificou        | Não se qualificou        | 17º                      | 36                       |
| 24º | Lisboa 2018     | Lea Sirk                      | "Hvala, ne!" Obrigado, não!                              | Esloveno & Português | 22º                      | 64                       | 8º                       | 132                      |
| 25º | Tel Aviv 2019   | Zala Kralj & Gašper Šantl     | "Sebi" Para ti mesmo                                     | Esloveno             | 15º                      | 105                      | 6º                       | 167                      |
|     | Roterdão 2020   | Ana Skolić                    | "Voda" Água                                              | Esloveno             | A edição não se realizou | A edição não se realizou | A edição não se realizou | A edição não se realizou |
| 26º | Roterdão 2021   | Ana Skolić                    | "Amen"                                                   | Inglês               | Não se qualificou        | Não se qualificou        | 13º                      | 44                       |
| 27º | Turim 2022      | LPS                           | "Disko" Discoteca                                        | Esloveno             | Não se qualificou        | Não se qualificou        | 17º                      | 15                       |
| 28º | Liverpool 2023  | Joker Out                     | "Carpe Diem"                                             | Esloveno             | 21º                      | 78                       | 5º                       | 103                      |
| 29º | Malmö 2024      | Raiven                        | "Veronika"                                               | Esloveno             | 23º                      | 27                       | 9º                       | 51                       |
| 30º | Basileia 2025   | Klemen                        | "How Much Time Do We Have Left?" Quanto tempo nos resta? | Inglês               | Não se qualificou        | Não se qualificou        | 13º                      | 23                       |

| Ano             | Artista                       | Canção                           | Final             | Final             | Final             | Final             | Final             | Final             | Semi            | Semi            | Semi            | Semi            | Semi | Semi   |
| Ano             | Artista                       | Canção                           | Tlv.              | Pontos            | Júri              | Pontos            | Cl.               | Pontos            | Tlv.            | Pontos          | Júri            | Pontos          | Cl.  | Pontos |
| --------------- | ----------------------------- | -------------------------------- | ----------------- | ----------------- | ----------------- | ----------------- | ----------------- | ----------------- | --------------- | --------------- | --------------- | --------------- | ---- | ------ |
| Moscovo 2009    | Quartissimo & Martina Majerle | "Love Symphony"                  | Não se qualificou | Não se qualificou | Não se qualificou | Não se qualificou | Não se qualificou | Não se qualificou | Apenas televoto | Apenas televoto | Apenas televoto | Apenas televoto | 16º  | 14     |
| Oslo 2010       | Roka Žlindre & Kalamari       | "Narodnozabavni rock"            | Não se qualificou | Não se qualificou | Não se qualificou | Não se qualificou | Não se qualificou | Não se qualificou | 16º             | 11              | 17º             | 5               | 16º  | 6      |
| Düsseldorf 2011 | Maja Keuc                     | "No One"                         | 22º               | 39                | 4º                | 160               | 13º               | 96                | 7º              | 68              | 1º              | 146             | 3º   | 112    |
| Baku 2012       | Eva Boto                      | "Verjamem"                       | Não se qualificou | Não se qualificou | Não se qualificou | Não se qualificou | Não se qualificou | Não se qualificou | 16º             | 27              | 14º             | 40              | 17º  | 31     |
| Malmö 2013      | Hannah Mancini                | "Straight Into Love"             | Não se qualificou | Não se qualificou | Não se qualificou | Não se qualificou | Não se qualificou | Não se qualificou | 16º             | 13.17           | 16º             | 11.47           | 16º  | 8      |
| Copenhaga 2014  | Tinkara Kovač                 | "Round and Round"                | 25º               | 15                | 24º               | 21                | 25º               | 9                 | 9º              | 48              | 8º              | 60              | 10º  | 52     |
| Viena 2015      | Maraaya                       | "Here for you"                   | 19º               | 27                | 12º               | 48                | 14º               | 39                | 7º              | 95              | 6º              | 84              | 5º   | 92     |
| Estocolmo 2016  | ManuElla                      | "Blue and Red"                   | Não se qualificou | Não se qualificou | Não se qualificou | Não se qualificou | Não se qualificou | Não se qualificou | 10º             | 49              | 17º             | 8               | 14º  | 57     |
| Kiev 2017       | Omar Naber                    | "On My Way"                      | Não se qualificou | Não se qualificou | Não se qualificou | Não se qualificou | Não se qualificou | Não se qualificou | 16º             | 20              | 17º             | 16              | 17º  | 36     |
| Lisboa 2018     | Lea Sirk                      | "Hvala, ne!"                     | 22º               | 23                | 19º               | 41                | 22º               | 64                | 9º              | 65              | 8º              | 67              | 8º   | 132    |
| Tel Aviv 2019   | Zala Kralj & Gašper Šantl     | "Sebi"                           | 11º               | 59                | 15º               | 46                | 15º               | 105               | 5º              | 93              | 7º              | 74              | 6º   | 167    |
| Roterdão 2021   | Ana Skolić                    | "Amen"                           | Não se qualificou | Não se qualificou | Não se qualificou | Não se qualificou | Não se qualificou | Não se qualificou | 14º             | 8               | 13º             | 36              | 13º  | 44     |
| Turim 2022      | LPS                           | "Disko"                          | Não se qualificou | Não se qualificou | Não se qualificou | Não se qualificou | Não se qualificou | Não se qualificou | 17º             | 8               | 16º             | 7               | 17º  | 15     |
| Liverpool 2023  | Joker Out                     | "Carpe Diem"                     | 16º               | 45                | 19º               | 33                | 21º               | 78                | Apenas televoto | Apenas televoto | Apenas televoto | Apenas televoto | 5º   | 103    |
| Malmö 2024      | Raiven                        | "Veronika"                       | 21º               | 12                | 22º               | 15                | 23º               | 27                | Apenas televoto | Apenas televoto | Apenas televoto | Apenas televoto | 9º   | 51     |
| Basileia 2025   | Klemen                        | "How Much Time Do We Have Left?" | Não se qualificou | Não se qualificou | Não se qualificou | Não se qualificou | Não se qualificou | Não se qualificou | Apenas televoto | Apenas televoto | Apenas televoto | Apenas televoto | 13º  | 23     |

## Apresentadores

### Kvalifikacija za Millstreet
| Ano  | Local     | Local                | Apresentador(es) |
| ---- | --------- | -------------------- | ---------------- |
| 1993 | Ljubljana | Estúdio 1 da RTV SLO | Tajda Lekše      |

## Comentadores e porta-vozes
| Ano(s) | Comentadores     | Porta-vozes     |
| ------ | ---------------- | --------------- |
| 1992   | Miša Molk        | Não participou  |
| 1993   | Tajda Lekše      | Miša Molk       |
| 1994   | Damjana Golavšek | Não participou  |
| 1995   | Damjana Golavšek | Miša Molk       |
| 1996   | Miša Molk        | Mario Galunič   |
| 1997   | Miša Molk        | Mojca Mavec     |
| 1998   | Miša Molk        | Mojca Mavec     |
| 1999   | Miša Molk        | Mira Berginc    |
| 2000   | Miša Molk        | Não participou  |
| 2001   | Andrea F         | Mojca Mavec     |
| 2002   | Andrea F         | Nuša Derenda    |
| 2003   | Andrea F         | Peter Poles     |
| 2004   | Andrea F         | Peter Poles     |
| 2005   | Mojca Mavec      | Katarina Čas    |
| 2006   | Mojca Mavec      | Peter Poles     |
| 2007   | Mojca Mavec      | Peter Poles     |
| 2008   | Andrej Hofer     | Peter Poles     |
| 2009   | Andrej Hofer     | Peter Poles     |
| 2010   | Andrej Hofer     | Andrea F        |
| 2011   | Andrej Hofer     | Klemen Slakonja |
| 2012   | Andrej Hofer     | Lorella Flego   |
| 2013   | Andrej Hofer     | Andrea F        |
| 2014   | Andrej Hofer     | Ula Furlan      |
| 2015   | Andrej Hofer     | Tinkara Kovač   |
| 2016   | Andrej Hofer     | Marjetka Vovk   |
| 2017   | Andrej Hofer     | Peter Poles     |

- De 1961 até 1991 Eslovénia competiu como parte da Jugoslávia.

## Maestros
| Ano(s) | Maestro                 |
| ------ | ----------------------- |
| 1993   | Petar Ugrin (semifinal) |
| 1993   | Jože Privšek (final)    |
| 1994   | Não participou          |
| 1995   | Jože Privšek            |
| 1996   | Jože Privšek            |
| 1997   | Mojmir Sepe             |
| 1998   | Mojmir Sepe             |

### Maestros anfitriões
| Ano(s) | Maestro     |
| ------ | ----------- |
| 1993   | Petar Ugrin |

## Historial de votação
| Eslovénia deu mais pontos a: | Eslovénia deu mais pontos a: | Eslovénia deu mais pontos a: |
| Rank                         | País                         | Pontos                       |
| ---------------------------- | ---------------------------- | ---------------------------- |
| 1                            | Croácia                      | 184                          |
| 2                            | Bósnia e Herzegovina         | 151                          |
| 3                            | Suécia                       | 132                          |
| 4                            | Sérvia                       | 130                          |
| 5                            | Macedónia do Norte           | 105                          |

| Eslovénia recebeu mais pontos de: | Eslovénia recebeu mais pontos de: | Eslovénia recebeu mais pontos de: |
| Rank                              | País                              | Pontos                            |
| --------------------------------- | --------------------------------- | --------------------------------- |
| 1                                 | Croácia                           | 118                               |
| 2                                 | Bósnia e Herzegovina              | 110                               |
| 3                                 | Macedónia do Norte                | 67                                |
| 4                                 | Montenegro                        | 62                                |
| 5                                 | Sérvia                            | 52                                |